# Сирійська соціальна націоналістична партія
Сирійська соціальна націоналістична партія (араб. الحزب السوري القومي الاجتماعي) – світська націоналістична політична партія, що діє в Лівані, Сирії, Йорданії, Іраці та Палестині. Утворена в 1932 православним політиком Антуаном Сааде і зазнала виразного впливу ідеології і організаційних принципів європейського фашизму, хоча сама партія не приймає це. Основною метою проголосила створення «Великої Сирії», що охоплює сучасні території Сирії, Лівана, Кувейта, Ірака, ЙорданіЇ, Ізраїля, Палестини та турецької провинції Хатай. Після отримання Ліваном незалежності ССНП перетворилася на одну з найбільших політичних партій країни. У 1948 її діяльність була заборонена урядом Лівану. У 1949 партія зробила спробу державного перевороту, яка була пригнічена. ССНП була оголошена поза законом, а А.Сааде розстріляний. У помсту члени партії убили в 1951 прем'єр-міністра Ріада ас-Сольха. У 1950-х СНСП, залишаючись під формальною забороною, продовжувала розширювати свій вплив.
У 1958 вона була знову дозволена, але вже в 1961 організувала нову спробу державного перевороту. ССНП знову заборонили і близько 3 тисяч її членів опинилися у в'язницях. У подальший період ідеологія партії зазнала серйозні зміни: не відмовляючись від ультраправих доктрин, соціал-націоналісти включили в свою доктрину деякі запозичення з марксизму і панарабських ідей. У 1975 СНСП прилучилася до блоку «Національно-патріотичних сил» і воювала на його стороні в ході громадянської війни. Одночасно в ній наростали внутрішні суперечності і до кінця 1980-х в ній склалися 4 різних фракції. Зрештою перемогу отримали прихильники тісної співпраці з Сирією. З 2005 року партія вважається просирійською. На виборах 2000 до парламенту Лівану були вибрані 4 її члена.